# Please
Please (englisch für „Bitte“) ist das Debütalbum des britischen Popduos Pet Shop Boys, das im März 1986 erschien. Die erfolgreichsten Singleauskopplungen sind West End Girls und Suburbia. Der Titel wurde wegen des Wortspiels „Can I get the Pet Shop Boys album, ‚Please‘?“ („Kann ich ‚Bitte‘, das Pet-Shop-Boys-Album, bekommen?“) gewählt.

## Entstehung und Veröffentlichung
Die Erstveröffentlichung von Please erfolgte am 24. März 1986 bei Parlophone. Das Album erschien in seiner Originalausführung als CD (Katalognummer: 7 46271 2), LP (Katalognummer: 24 0520 1) und MC (Katalognummer: 2405204). Die Standardausführung auf LP und MC umfasst dabei zehn Titel, die CD-Ausführung wurde um ein Wiederaufnahme zu Opportunities erweitert. 2001 wurde das Album unter dem Titel Please/Further Listening 1984–1986 neu aufgelegt.
Geschrieben wurden alle Lieder gemeinsam von den beiden Pet-Shop-Boys-Mitgliedern Chris Lowe und Neil Tennant. Beim Schreibprozess zu Love Comes Quickly und Opportunities (Let’s Make Lots of Money) bekam das Duo Unterstützung durch Stephen Hague. Hague wiederum zeichnete für den größten Teil der Produktion verantwortlich. Ein Titel wurde von Nicholas Froome und J. J. Jeczalik sowie ebenfalls einer von Julian Mendelsohn produziert.

## Titelliste
1. Two Divided by Zero – 3:32
2. West End Girls – 4:41
3. Opportunities (Let’s Make Lots of Money) – 3:43
4. Love Comes Quickly – 4:18
5. Suburbia – 5:07
6. Opportunities (Reprise) – 0:32
7. Tonight Is Forever – 4:30
8. Violence – 4:27
9. I Want a Lover – 4:04
10. Later Tonight – 2:44
11. Why Don’t We Live Together? – 4:44

## Mitwirkende
- Nicholas Froome – Koproduktion
- J. J. Jeczalik – Koproduktion
- Chris Lowe – Synthesizer
- Andy Mackay – Saxophon
- Ron Dean Miller – Gitarre, Koproduktion
- Helena Springs – Begleitgesang
- Neil Tennant – Gesang
- Blue Weaver – Koproduktion

## Singleauskopplungen
| Jahr | Titel                                    | Höchstplatzierung, Gesamtwochen/‑monate, AuszeichnungChartplatzierungen (Jahr, Titel, , Platzierungen, Wochen/Monate, Auszeichnungen, Anmerkungen) | Höchstplatzierung, Gesamtwochen/‑monate, AuszeichnungChartplatzierungen (Jahr, Titel, , Platzierungen, Wochen/Monate, Auszeichnungen, Anmerkungen) | Höchstplatzierung, Gesamtwochen/‑monate, AuszeichnungChartplatzierungen (Jahr, Titel, , Platzierungen, Wochen/Monate, Auszeichnungen, Anmerkungen) | Höchstplatzierung, Gesamtwochen/‑monate, AuszeichnungChartplatzierungen (Jahr, Titel, , Platzierungen, Wochen/Monate, Auszeichnungen, Anmerkungen) | Höchstplatzierung, Gesamtwochen/‑monate, AuszeichnungChartplatzierungen (Jahr, Titel, , Platzierungen, Wochen/Monate, Auszeichnungen, Anmerkungen) | Anmerkungen                              |
| Jahr | Titel                                    | DE | AT | CH | UK | US | Anmerkungen                              |
| ---- | ---------------------------------------- | --- | --- | --- | --- | --- | ---------------------------------------- |
| 1984 | West End Girls                           | DE2 a (17 Wo.)DE | AT5 a (3 Mt.)AT | CH2 a (12 Wo.)CH | UK1 a Platin · (17 Wo.)UK | US1 a (20 Wo.)US | Erstveröffentlichung: 9. April 1984      |
| 1985 | Opportunities (Let’s Make Lots of Money) | DE25 b (10 Wo.)DE | — | — | UK11 b (8 Wo.)UK | US10 b (16 Wo.)US | Erstveröffentlichung: 1. Juli 1985       |
| 1986 | Love Comes Quickly                       | DE17 (14 Wo.)DE | — | CH24 (2 Wo.)CH | UK19 (9 Wo.)UK | US62 (8 Wo.)US | Erstveröffentlichung: 24. Februar 1986   |
| 1986 | Suburbia                                 | DE2 (16 Wo.)DE | AT9 (2½ Mt.)AT | CH3 (11 Wo.)CH | UK8 (9 Wo.)UK | US70 (10 Wo.)US | Erstveröffentlichung: 22. September 1986 |

## Kommerzieller Erfolg

### Chartplatzierungen
| ChartsChartplatzierungen       | Höchstplatzierung | Wochen |
| ------------------------------ | ----------------- | ------ |
| Deutschland (GfK)              | 38 (7 Wo.)        | 7      |
| Schweiz (IFPI)                 | 20 (4 Wo.)        | 4      |
| Vereinigte Staaten (Billboard) | 7 (31 Wo.)        | 31     |
| Vereinigtes Königreich (OCC)   | 3 (83 Wo.)        | 83     |

### Auszeichnungen für Musikverkäufe
| Land/Region                  | Auszeichnungen für Musikverkäufe (Land/Region, Auszeichnung, Verkäufe) | Verkäufe  |
| ---------------------------- | ---------------------------------------------------------------------- | --------- |
| Hongkong (IFPI/HKRIA)        | Gold                                                                   | 10.000    |
| Kanada (MC)                  | Platin                                                                 | 100.000   |
| Neuseeland (RMNZ)            | 2× Platin                                                              | 40.000    |
| Vereinigte Staaten (RIAA)    | Platin                                                                 | 1.000.000 |
| Vereinigtes Königreich (BPI) | Platin                                                                 | 300.000   |
| Insgesamt                    | 1× Gold · 5× Platin ·                                                  | 1.450.000 |

## Trivia
1989 coverte Liza Minnelli Tonight is Forever für ihr von den Pet Shop Boys produziertes Album Result.